# Serious Fun
Serious Fun ist ein Jazz-Album des George-Gruntz-Trios. Es wurde bei einem Konzert im Basler Jazzclub „Atlantis“ am 21., 22. und 23. September 1989 aufgenommen  und 1990 von dem Jazzlabel Enja veröffentlicht.

## Das Album
Der Schweizer Bandleader und Pianist George Gruntz, in erster Linie bekannt durch seine Concert Jazz Band (CJB) und seine langjährige Tätigkeit als künstlerischer
Leiter der Berliner Jazztage, trat nur selten in kleineren Formationen in Erscheinung, so mit Jiggs Whigham 1971, später mit Franco Ambrosetti und Tom Varner.
Nachdem Gruntz 1989 das Berliner Jazzfestival bereits zum 17sten Male organisierte, überlegte er zu dieser Zeit, sich von diesem Posten zurückzuziehen, was er dann aber erst 1992 wirklich tat.
In dieser Zeit begann er wieder verstärkt als Solist aufzutreten. enja-Produzent Matthias Winckelmann, bei dem seine CJB-Produktionen damals erschienen, fragte ihn daraufhin, ob er nicht ein Trioalbum aufnehmen wollte. Mit dem Bassisten Mike Richmond und dem Schlagzeuger Adam Nussbaum bildete er schließlich 1989 zwischen zwei CJB-Projekten ein Klaviertrio, das bei seinem Gastspiel im Basler Jazzclub „Atlantis“ durch Gruntz’ langjährigen Freund, den Flügelhornisten Franco Ambrosetti bei einem Titel („Autumn again!“) zum Quartett erweitert wurde. Mit Mike Richmond hatte der Pianist bereits 1978 bei Ambrosettis Album Close Encounter zusammengearbeitet; mit Ambrosetti spielte er schon als 14-Jähriger in der Band dessen Vaters Flavio Ambrosetti.
George Gruntz selbst schrieb später in seinen Erinnerungen: „Es war wirklich ein ernstliches Vergnügen und löste eine ganze Reihe von Konzerten aus.“
Das Album beginnt mit dem explosiven Titel „Capricci Cavallereschi“, den Gruntz bereits 1968 für Phil Woods and his European Rhythm Machine, geschrieben hatte, der er zu dieser Zeit angehörte. Beim folgenden „Autumn again!“, dem leicht veränderten Jazzstandard „Autumn Leaves“ kommt Franco Ambrosetti als Gastsolist hinzu; in klassischer Hardbop-Manier wird hier der Geist des klassischen Miles Davis Quintetts der 1950er Jahre beschworen. Auf Miles Davis bezieht sich Gruntz auch in den Stücken
„ALLergic BLUES“ und „SO:WHAT fun???“, während „Cat-a-dam“, „Mike-a-mouse“ und „Franco's Delight“ speziell für das Trio/Quartett und dessen Musiker geschrieben wurden.
Der „Death March“ ist ein Auszug aus dem Finale von Gruntz’ Jazz-Oper „Cosmopolitain Greetings“ von 1988.
Im Jahr 1995 sollte noch eine zweite CD mit Mike Richmond und Adam Nussbaum folgen (Mock-lo-Motion, TCB 95552), an der wiederum Franco Ambrosetti als Gaststar auftritt. In den Folgejahren arbeitete George Gruntz mit zwei jungen Schweizer Musikern, dem Bassisten Herbie Kopf und dem Schlagzeuger Rafi Woll und setzte das Spiel in Triobesetzung fort. (George Gruntz Swiss Trio).

## Die Titel

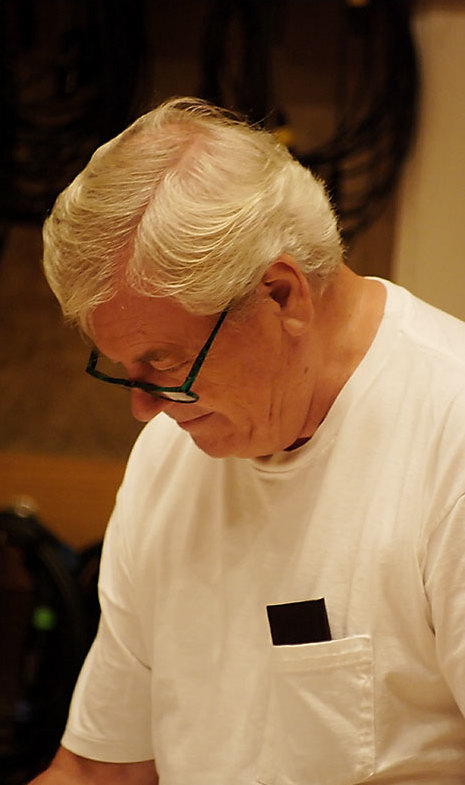
George Gruntz

- George Gruntz Trio – Serious Fun (Enja 6038-2)

1. „Captricci Cavallereschi“ (Gruntz) 8:19
2. „Autumn Again!“ (Kosma/Gruntz/Ambrosetti) 8:36
3. „Death March“ (Gruntz) 3:53
4. „Cat-a-dam“ (Gruntz) 10:49
5. „ALL-ergic Blues“ (Davis/Gruntz) 9:29
6. „Mike-a-Mouse“ (Gruntz) 6:29
7. „Franco's Delight“ (Gruntz) 6:53
8. „SO:WHAT fun???“ (Davis/Gruntz) 8:37

## Bewertung des Albums
Der Musikjournalist Scott Yanow, der auch die liner notes zu dem Album schrieb, bewertete den Konzertmitschnitt im All Music Guide mit der zweithöchsten Note.
Gruntz’ Klavierspiel sei, auch wenn es sich in der Pianotradition des Modern Jazz bewege, von seiner individuellen Stimme geprägt. Gruntz’ Konzertmitschnitt sei sehr vergnügliche Musik;
der Pianist sei in ausgezeichneter Form gewesen.
Der Journalist Sven Thielmann verglich das kraftvolle Klavierspiel Gruntz’ in seiner Besprechung des Albums in der Zeitschrift Stereoplay mit Joachim Kühns Trio.